# Ağzıkarahan, Aksaray
Ağzıkarahan là một xã thuộc huyện Aksaray, tỉnh Aksaray, Thổ Nhĩ Kỳ. Dân số thời điểm năm 2010 là 251 người.